# Maxomys bartelsii
Maxomys bartelsii is een knaagdier uit het geslacht Maxomys dat voorkomt op Java. Hij komt algemeen voor in de bergbossen van het westen en midden van Java. Het is de typesoort van Maxomys. In 1936 werd hij door Henri Jacob Victor Sody uit Rattus, waar deze soort eerder werd geplaatst, weggehaald wegens zijn kleine staartschubben, laag aantal mammae en kleine tanden. In latere onderzoeken werd hij echter met de groep die nu Niviventer wordt genoemd geassocieerd, tot de verwantschap met andere soorten die nu in Maxomys worden geplaatst in 1979 werd ontdekt. Toch komt hij in een aantal kenmerken (kort palatum, kleine bulla, lang foramen incisivum) met Niviventer overeen, maar het aantal overeenkomsten met Maxomys is veel groter.
De vacht is zacht en dicht. De kop-romplengte bedraagt 127 tot 178 mm, de staartlengte 117 tot 170 mm, de achtervoetlengte 31 tot 36 mm en de oorlengte 23 tot 27 mm. Het karyotype bedraagt 2n=48, FN=70. Vrouwtjes hebben zes mammae